# Beso a beso (canción)
«Beso a beso» es una canción del cantante argentino de cuarteto La Mona Jiménez, proveniente de su álbum homónimo publicado en 1998. La canción es una de las más populares de la Argentina y del mismo cantante.

## Descripción
La canción es una celebración del amor y la pasión física expresada a través de la intimidad de los besos. La repetición del verso «Beso a beso, me enamoré de ti» no sólo enfatiza la gradualidad y la profundidad del enamoramiento, sino que también subraya cómo cada beso fortalece y profundiza la conexión emocional entre dos personas.
La letra describe una escena romántica donde los elementos naturales como la arena, el agua y el viento juegan un papel metafórico, intensificando la experiencia sensorial del amor. Estos elementos no solo añaden una dimensión poética a la canción, sino que también reflejan cómo el entorno puede amplificar las emociones humanas. La descripción de la piel, los besos y los abrazos sugiere una fusión casi mística entre los amantes, donde el tiempo y el espacio parecen desvanecerse.
El estilo musical de La Mona Jiménez, con su ritmo enérgico y pegajoso, complementa perfectamente el tema de la canción. La música invita a los oyentes a sentir cada palabra, cada beso descrito, creando una experiencia inmersiva que es tanto auditiva como emocional. «Beso a beso» no solo es una canción sobre el amor, sino también una invitación a experimentar la alegría y la euforia que este sentimiento puede traer.